# 派勒特波因特 (阿拉斯加州)
派勒特波因特（英語：Pilot Point），是美国阿拉斯加州的一座城市。该市的人口在2000年为100人，2010年有68人。人口在阿拉斯加州排行第140。